# ФК Трудбеник Сталаћ
Фудбалски клуб Трудбеник је фудбалски клуб из Сталаћа, општина Ћићевац, Србија. Основан је 1921. године и тренутно се такмичи у Првој расинској лиги. Највећи успех клуба је играње у четвртом рангу такмичења СФРЈ.

## Новији резултати
| Сезона   | Ранг | Лига                    | Позиција | ИГ | Д | Н | П  | ГД | ГП | ГР  | Бод | Куп                  |
| -------- | ---- | ----------------------- | -------- | -- | - | - | -- | -- | -- | --- | --- | -------------------- |
| 1959/60. | 4    | Крушевачки подсавез     | 8.       | 20 | 5 | 2 | 13 | 38 | 60 | -22 | 12  | Није се квалификовао |
| 2009/10. | 4    | Поморавско-Тимочка зона | 16.      | 34 | 8 | 8 | 18 | 35 | 61 | -8  | 32  | Није се квалификовао |